# Elaphria goyensis
Elaphria goyensis là một loài bướm đêm trong họ Noctuidae.